# Liste des députés européens de Grèce de la 7e législature
Cet article présente la liste des députés européens de Grèce pour la mandature 2009-2014, élus lors des élections européennes de 2009 en Grèce.
| Nom                            | Parti             | Groupe parlementaire européen |
| ------------------------------ | ----------------- | ----------------------------- |
| Kríton Arsénis                 | PASOK             | S&D                           |
| Nikólaos Chountís              | SYRIZA            | GUE/NLG                       |
| Dimítris Droútsas              | PASOK             | S&D                           |
| María-Eléni Koppá              | PASOK             | S&D                           |
| Geórgios Koumoutsákos          | ND                | PPE                           |
| Ródi Krátsa-Tsagaropoúlou      | ND                | PPE                           |
| Charalampos Angourakis (el)    | KKE               | GUE/NLG                       |
| Chrysoúla Saatsóglou-Paliadéli | PASOK             | S&D                           |
| Giórgos Papakonstantínou       | PASOK             | S&D                           |
| Giorgos Papanikolaou (en)      | ND                | PPE                           |
| Geórgios Papastámkos           | ND                | PPE                           |
| Thanos Plevris                 | LAOS              | ELD                           |
| Ánni Podimatá                  | PASOK             | S&D                           |
| Kostas Poupakis (el)           | ND                | PPE                           |
| Sylvána Rápti                  | PASOK             | S&D                           |
| Théodoros Skilakákis           | AD                | ADLE                          |
| Geórgios Stravakákis           | PASOK             | S&D                           |
| Yórgos Toússas                 | KKE               | GUE/NLG                       |
| Michális Tremópoulos           | Verts écologistes | Verts/ALE                     |
| Giannis Tsoukalas (en)         | ND                | PPE                           |
| Níki Tzavélla                  | LAOS              | ELD                           |
| Mariétta Yannákou              | ND                | PPE                           |

## Changements
- En octobre 2009, Giórgos Papakonstantínou est nommé Ministre des Finances et a été remplacé par Spyros Danellis.

- Après les Élections législatives grecques de 2009, Thanos Plevris et Thanasis Pafilis sont élus au Parlement hellénique et sont remplacés par Nikolaos Salavrakos (el) et Charalampos Angourakis (el).

- Le 21 septembre 2010, Théodoros Skilakákis quitte son ancien parti, Nouvelle Démocratie, et le Groupe du Parti populaire européen, et rejoint le nouveau parti de Dóra Bakoyánni, Alliance démocrate, et le groupe ALDE.

- Le 17 juin 2011, Stávros Lambrinídis devient Ministre des Affaires étrangères et est remplacé par Dimítris Droútsas.

- Le 1er février 2012, Michális Tremópoulos, démissionne du parlement européen et est remplacé par Nikos Chrysogelos.